# Старый Кичкиняш
Старый Кичкиняш (баш. Иҫке Кескенәш) — деревня в Шаранском районе Республики Башкортостан Российской Федерации. Входит в состав Старотумбагушевского сельсовета. Основана в 1651 году как деревня Кичкиняш, современное название с конца 1920-х годов, в 1950-х годах — село. В 1865—67 годах деревня была центром Кичкиняшевской волости, сохранившей своё название до 1923 года.

## География

### Географическое положение
Находится в северо-восточной части района недалеко от впадения речки Ардяшка в реку Шаран. Расстояние до:
- районного центра (Шаран): 16 км,
- центра сельсовета (Старотумбагушево): 9 км,
- ближайшей ж/д станции (Туймазы): 47 км.

### Климат
По комплексу природных условий деревня, как и весь район, относится к лесостепной зоне и характеризуется умеренно континентальным климатом со всеми его особенностями: неустойчивость и резкие перемены температуры, неравномерное выпадение осадков по годам и временам года. В деревне довольно суровая и снежная зима с незначительными оттепелями, поздняя прохладная и сравнительно сухая весна, короткое жаркое лето и влажная прохладная осень.
| Показатель                                                       | Янв. | Фев. | Март | Апр. | Май | Июнь | Июль | Авг. | Сен. | Окт. | Нояб. | Дек. |
| ---------------------------------------------------------------- | ---- | ---- | ---- | ---- | --- | ---- | ---- | ---- | ---- | ---- | ----- | ---- |
| Средний суточный максимум, °C                                    | −7   | −6   | −1   | 9    | 18  | 23   | 25   | 23   | 17   | 9    | 0     | −6   |
| Средний суточный минимум, °C                                     | −15  | −15  | −8   | 0    | 7   | 11   | 13   | 12   | 7    | 2    | −5    | −13  |
| Норма осадков, мм                                                | 27   | 24   | 26   | 33   | 49  | 60   | 53   | 51   | 46   | 49   | 35    | 33   |
| Источник: Климат Старый Кичкиняш. Дата обращения: 7 января 2022. |      |      |      |      |     |      |      |      |      |      |       |      |

## История
Деревня Кичкиняш основана чувашами 7 февраля 1651 года, названа по имени первопоселенца. Сохранился текст договора башкира Кыр-Еланской волости о припуске чувашей:
Аз есть Казак Тоймамбетов сын Уфимскаго уезду Казанские дороги Тышки Иланские волости ясашной башкирец дал есмя на Уфе свою запись Уфимскаго уезду Казанские дороги деревни Мошкиной ясачному чувашу Кичкиняшу Пербердееву да Баглышу Бикбулатову да Бектимиру Бикбулатову да Иману Байкееву в том, нынешнем в 7159 году февраля в 7-й день пустил я, Казак, их, чуваш, в вотчину свою, а та моя вотчина одна по Шарану речке по одной стороне черной лес, бортные угодья и бобровые гоны да по Ямаде речке дубник
Чувашам за это надо было уплатить государству недоимки башкира в размере 15 куниц.
Через сто лет по истечении срока припуска чуваши переселились, и на то же место 2 февраля 1752 года были припущены марийцы, перешедшие в тептярское сословие. 17 мужчин деревни участвовали в восстании Пугачёва. В 1783 году семь, а в 1795 году пять жителей деревни переехали в деревню Тархан.
По VIII ревизии 1834 года — деревня Кичкиняшева 4-го тептярского стана Белебеевского уезда Оренбургской губернии. Тептяри владели землёй совместно с башкирами-вотчинниками.
В 1865 году утверждается деление Российской империи в том числе на волости; среди прочих возникла и Кичкиняшевская волость.
В конце 1865 года — деревня Кичкиняш 3-го стана Белебеевского уезда Уфимской губернии, при речке Ардаше. В деревне находилось волостное правление, было 2 водяные мельницы. Жители, кроме сельского хозяйства, занимались пчеловодством (было 120 ульев).
В 1867 году центр Кичкиняшевской волости был переведён в деревню Акбарисово.
В 1895 году в деревне Кичкиняшева Кичкиняшевской волости V стана Белебеевского уезда была мельница. По описанию, данному в «Оценочно-статистических материалах», деревня находилась на ровном месте, по наделу протекала река Шаран, в которую впадала река Ордяш; на обеих имелись мельницы. Надел находился в одном месте, селение — на севере надела. В последнее время усадьба увеличилась за счёт пашни, пашня увеличилась за счёт леса, выгона и лугов. Поля располагались частью по ровному месту, частью по склону и крутым холмам, находясь до 1,5 вёрст от селения. Почва — около 320 десятин суглинистого чернозёма, остальное — чистый чернозём. В полях было около 10 оврагов, большинство ежегодно увеличивалось от весенних вод. Кустарник был к востоку от селения, по берегу реки Шаран. 5 домохозяев занимались пчеловодством.
В 1905 году в деревне зафиксированы мельница и бакалейная лавка.
По данным подворной переписи, проведённой в уезде в 1912—13 годах, деревня Кичкиняшева входила в состав Кичкиняшевского сельского общества Кичкиняшевской волости. Была школа. 15 хозяйств из 74 не имели надельной земли. Количество надельной земли составляло 885 казённых десятин (из неё 8 десятин сдано в аренду), в том числе 833 десятины пашни и залежи, 16 десятин усадебной земли, 6 — сенокоса и 30 — неудобной земли. Также 73 десятины земли было куплено, 39,37 — арендовано. Посевная площадь составляла 340,3 десятины, из неё 164,23 десятины занимала рожь, 60,08 — овёс, 39,1 — греча, 29,2 — горох, 27,12 — просо, 11,48 — пшеница, 8,6 — полба, остальные культуры (конопля и картофель) занимали 0,49 десятин. Из скота имелась 181 лошадь, 194 головы крупного рогатого скота, 497 овец и 121 коза, также 5 хозяйств держало 116 ульев пчёл. 4 человека занимались промыслами.
В 1923 году произошло укрупнение волостей, и деревня вошла в состав Шаранской волости Белебеевского кантона Башкирской АССР.
В середине 1920-х годов был открыт клуб (сначала назывался народным домом). В 1928 году образовалась деревня Новый Кичкиняш, после чего деревня Кичкиняш стала называться Старый Кичкиняш. Жители обеих деревень сначала образовали ТОЗ, а в 1929 году вступили в колхоз «Интернационал».
В 1930 году в республике было упразднено кантонное деление, образованы районы. Деревня вошла в состав Туймазинского района, а в 1935 году — в состав вновь образованного Шаранского района. В то время обе деревни входили в колхоз «Победа», а к 1937 году Старый Кичкиняш вновь вошёл в состав колхоза «Интернационал».
В 1939 году — деревня Старо-Кичкиняш Старо-Тумбагушевского сельсовета Шаранского района.
В 1952 году зафиксирована как село того же сельсовета. 15 июля 1953 года Старо-Тумбагушевский и Темняковский сельсоветы были объединены в Кичкиняшевский с центром в селе Старо-Кичкиняш. В 1959 году — по-прежнему село Старо-Кичкиняш, центр Кичкиняшевского сельсовета Шаранского района, затем — деревня Старый Кичкиняш. Вскоре сельсовет был переименован в Старотумбагушевский, центр перенесён в деревню Старотумбагушево.
В начале 1963 года в результате реформы административно-территориального деления деревня была включена в состав Туймазинского сельского района, с марта 1964 года — в составе Бакалинского, с 30 декабря 1966 года — вновь в Шаранском районе.
В 1999 году деревня входила в состав совхоза «Темняковский». Ныне население деревни занято в КФХ «Искра И. П. Хамитов».
По состоянию на 2015 год в личных подсобных хозяйствах деревни имелось 37 голов крупного рогатого скота (в том числе 19 коров), 38 овец и коз, 92 головы птицы.

## Население
В 2015 году постоянное население деревни составляло 137 человек в 44 семьях, из них 22 ребёнка до 7 лет, 10 детей от 7 до 16 лет, 51 мужчина и 35 женщин трудоспособного возраста и 4 мужчины и 15 женщин старше трудоспособного возраста.
| Год  | Численность | Численность |
| ---- | ----------- | ----------- |
| 1783 | 52          | [ 27 ]      |
| 1795 | 121         | [ 27 ]      |
| 1834 | 137         | [ 27 ]      |
| 1859 | 183         | [ 27 ]      |
| 1865 | 190         | [ 28 ]      |
| 1895 | 283         | [ 29 ]      |
| 1905 | 374         | [ 30 ]      |
| 1912 | 448         | [ 31 ]      |
| 1917 | 400         | [ 32 ]      |
| 1920 | 421         | [ 33 ]      |
| 1939 | 299         | [ 34 ]      |
| 1959 | 247         | [ 35 ]      |
| 1970 | 255         | [ 36 ]      |
| 1979 | 183         | [ 37 ]      |
| 1989 | 124         | [ 38 ]      |
| 2002 | 128         | [ 39 ]      |
| 2009 | 52          | [ 40 ]      |
| 2010 | 103         | [ 2 ]       |

- 1762 год (III ревизия) — 17 душ мужского пола[5].
- 1783 год (IV ревизия) — 52 жителя (26 мужчин, 26 женщин)[5].
- 1795 год (V ревизия) — 121 житель (59 мужчин, 62 женщины) в 19 домах[5].
- 1816 год (VII ревизия) — 57 мужчин[5].
- 1834 год (VIII ревизия) — 137 жителей (68 мужчин, 69 женщин) в 22 домах[5].
- 1859 год (X ревизия) — 183 человека (96 мужчин, 87 женщин) в 29 домах[5], припущенники[41].
- 1865 год — 190 жителей (99 мужчин, 91 женщина) в 33 дворах, все черемисы[9].
- 1895 год — 283 жителя (132 мужчины, 151 женщина) в 46 дворах[11].
- 1902 год (по сведениям земства) — 177 мужчин из припущенников военного звания в 53 дворах[42].
- 1905 год — 374 человека (174 мужчины, 200 женщин) в 54 дворах[13].
- 1912 год — 448 человек (222 мужчины, 226 женщин) в 74 хозяйствах, припущенники из черемисов[14].
- 1917 год — 400 человек в 70 хозяйствах (385 марийцев в 67 хозяйствах и 15 русских в 3 хозяйствах)[43].
- 1920 год — 421 житель (199 мужчин, 222 женщины) в 79 дворах (по официальным данным)[44], 430 марийцев в 75 хозяйствах, 10 татар в 1 хозяйстве и 5 русских в 1 хозяйстве (по данным подворного подсчёта)[45].
- 1925 год — 77 хозяйств[44].
- 1939 год — 299 человек (138 мужчин, 161 женщина)[19].
- 1959 год — 247 человек (105 мужчин, 142 женщины)[22], преобладали марийцы[23].
- 1970 год — 255 человек (114 мужчин, 141 женщина)[46], преобладали марийцы[47].
- 1979 год — 183 жителя (91 мужчина, 92 женщины)[48], преобладали марийцы[49].
- 1989 год — 124 человека (58 мужчин, 66 женщин)[50], преобладали марийцы[26].
- 2002 год — 128 человек (61 мужчина, 67 женщин)[51], марийцы (97 %)[52].
- 2010 год — 103 человека (47 мужчин, 56 женщин)[53].

## Инфраструктура и улицы
До недавнего времени действовали начальная школа, фельдшерско-акушерский пункт и магазин (ныне закрыты), а также сельский клуб (ныне заброшен). Действует овцетоварная ферма на 150 голов. Деревня электрифицирована и газифицирована, есть кладбище. Есть водопровод (протяжённость сетей — 1 км); источником водоснабжения является скважина, пробурённая в 1989 году. В деревне одна улица — Подгорная, вымощенная щебнем; протяжённость улично-дорожной сети составляет 1,043 км. Деревню обслуживает Шаранская центральная районная больница; фельдшерско-акушерский пункт и начальная школа находятся в деревне Темяково; почтовое отделение и основная школа — в деревне Старотумбагушево.